# Kevin Anthony Ford
Kevin Anthony Ford (Portland, Indiana, 1960. július 7.–) amerikai pilóta, űrhajós, ezredes.

## Életpálya
1982-ben az University of Notre Dame kereteiben szerzett mérnök diplomát. 1984-ben Mississippiben kapott pilóta jogosítványt. Első harci gépe az F–15 Eagle. 1984-1987 között Németországban szolgált. 1989-ben a Troy State University kereteiben a nemzetközi kapcsolatokból vizsgázott. 1990-ben elvégezte a tesztpilóta képzőt, az F–15, az F–16 gépek változatait tesztelte, majd a berepülő iskola igazgatója. 1994-ben az  University of Florida keretében doktorált. 1997-ben az Air Force Institute of Technology keretében (PhD) megvédte doktorátusát. Szolgálatai alatt több mint 4000 órát repült. A mai napig repülőgép vezetők (repülőgépek, helikopterek és vitorlázók) oktatásával foglalkozik.
2000. július 26-tól részesült űrhajóskiképzésben a Lyndon B. Johnson Űrközpontban, valamint a Jurij Gagarin Űrhajós Kiképző Központban. Kiképzését követően 2004–2005 között Oroszországban a NASA és a nemzetközi Űrügynökségek űrhajósainak érdekeit képviselte. Két űrszolgálata alatt összesen 157 napot, 13 órát és 09 percet töltött a világűrben.

## Űrrepülések
- STS–128 a Discovery űrrepülőgép pilótája. A Multi-Purpose Logistics Module segítségével alapellátást, a szükséges eszközöket, berendezéseket tárolja. Visszafelé a kutatási eredményeket, valamint a hulladékot szállítja az űrsikló fedélzetén. Első űrszolgálata alatt összesen 13 napot, 20 órát és 54 percet töltött a világűrben.
- Szojuz TMA–04M fedélzeti mérnöke/ISS parancsnoka. Az időszakos karbantartó munkálatok mellett elvégezték az előírt kutatási, kísérleti és tudományos feladatokat. A legénység több mikrogravitációs kísérletet, emberi-, biológia- és a biotechnológia, fizikai és anyagtudományi, technológiai kutatást, valamint a Földdel és  a világűrrel kapcsolatos kutatást végeztek. Fogadták a teherűrhajókat, kirámolták a szállítmányokat, illetve bepakolták a keletkezett hulladékot. Második űrszolgálata alatt összesen 143 napot, 16 órát és 15 percet töltött a világűrben.

### Tartalék személyzet
Szojuz TMA–04M fedélzeti mérnöke